# Julio Cesar Green
Julio Cesar Green (født 19. maj 1967 i Las Terrenas i den Dominikanske Republik) var en professionel bokser i højden 173 cm i mellemvægtdivisionen.
Green blev professionel i 1990 og i 1995 kæmpede han om den ledige World Boxing Association (WBA) Letmellemvægttitel mod Carl Daniels. Green tabte på grund af dommerbeslutning, men i 1997 kæmpede mod WBA mellemvægttitleholderen William Joppy. Green vandt over Joppy via beslutning, men tabte titlen i en omkamp mod Joppy i hans næste kamp. I 1999 fik Green kæmpede han om den foreløbige WBA mellemvægttitel mod Darren Obah og vandt via teknisk knockout (TKO). Han stod overfor Joppy til den fulde WBA mellemvægt titel senere på året og tabte igen til ham. I 2002 fik han sin chance for at opnå en titel, men tabte i 4. runde af TKO mod WBA super mellemvægt titleholderen Byron Mitchell. 
Den 13. marts 2004 tog han til København hvor han skulle kæmpe mod Mikkel Kessler, hvor han blev slået ud på rekordtid efter 1 minut i 1. runde, efter et stærkt slag i hovedet og maven. Green gik på pension i samme år.